# Głaz narzutowy „Diabelski Kamień” w Łomnicy
Głaz narzutowy „Diabelski Kamień” (niem. Der Findling „Teufelsstein”) – granitowy głaz narzutowy zlokalizowany we wsi Łomnica w województwie opolskim przy granicy z województwem śląskim, około 14 km na wschód od miasta Olesno i około 20 km na zachód od miasta Lubliniec.

## Lokalizacja
Głaz narzutowy znajduje się w lasach należących do Nadleśnictwa Lubliniec, w mezoregionie Obniżenie Liswarty, w makroregionie Wyżyna Woźnicko-Wieluńska, w podprowincji Wyżyna Śląsko-Krakowska. „Diabelski Kamień” znajduje się w niegłębokim wkopie, jest dobrze wyeksponowany i łatwo dostępny. Obszar wokół głazu budują czwartorzędowe piaski i żwiry wodnolodowcowe. Pobliskie wzniesienia terenu zbudowane są z glin zwałowych, jak i piasków eolicznych w postaci wydm. Znajduje się on w swojej pierwotnej lokalizacji, co jest rzadkością w regionie. Znany w okolicy punkt w grze terenowej Geocaching znajduje się na geościeżce „Granicami II RP”.

## Charakterystyka głazu
Głaz ma wymiary: 6,3 m obwodu, 1,8 m długości, 1,6 m szerokości i 1,5 m wysokości i jest nieregularnego kształtu, niekiedy porównywanym do krzesła. Zbudowany z gruboziarnistego granitu szaro-czerwonego. Został on przywleczony ze Skandynawii w plejstocenie, w trakcie zlodowacenia środkowopolskiego. W 1994 roku ustanowiony pomnikiem przyrody nieożywionej.

## Legendy
Na temat głazu wyrosło wiele legend, które opowiadają o genezie pojawienia się „Diabelskiego Kamienia”, jak i o jego kształcie. Jedna z nich mówi, że „sam Belzebub, pod wpływem wielkiego gniewu, wrzucił ów kamień, aż z Góry Świętej Anny. Powodem furii miała być wieść o nowo wybudowanym kościele pw. Piotra i Pawła w Sierakowie. Diabeł jednak okazał się za słaby, a kamień spadł przed miejscowością, nie czyniąc szkód”. Z uwagi na swój kształt okoliczni mieszkańcy nazywają go także fotelem diabła.